# Liptovský Mikuláš
Liptovský Mikuláš (slovakiskt uttal: [ˈliptɔwskiː ˈmikulaːʂ]
 ( lyssna), tyska: Liptau-Sankt-Nikolaus, ungerska: Liptószentmiklós) är en stad i regionen Žilina i norra Slovakien. Den ligger vid floden Váh, cirka 66 kilometer sydost om Žilina och cirka 212 kilometer nordost om Bratislava. Staden hade 30 522 invånare vid folkräkningen år 2021, på en yta av 70,11 km².
Staden nämndes för första gången år 1286. Namnet var fram till 1952 Liptovský Svätý Mikuláš.
Av invånarna i Liptovský Mikuláš är 97,11 % slovaker, 1,31 % tjecker, 0,56 % romer och 0,28 % ungrare (2021).